# 눈물의 길

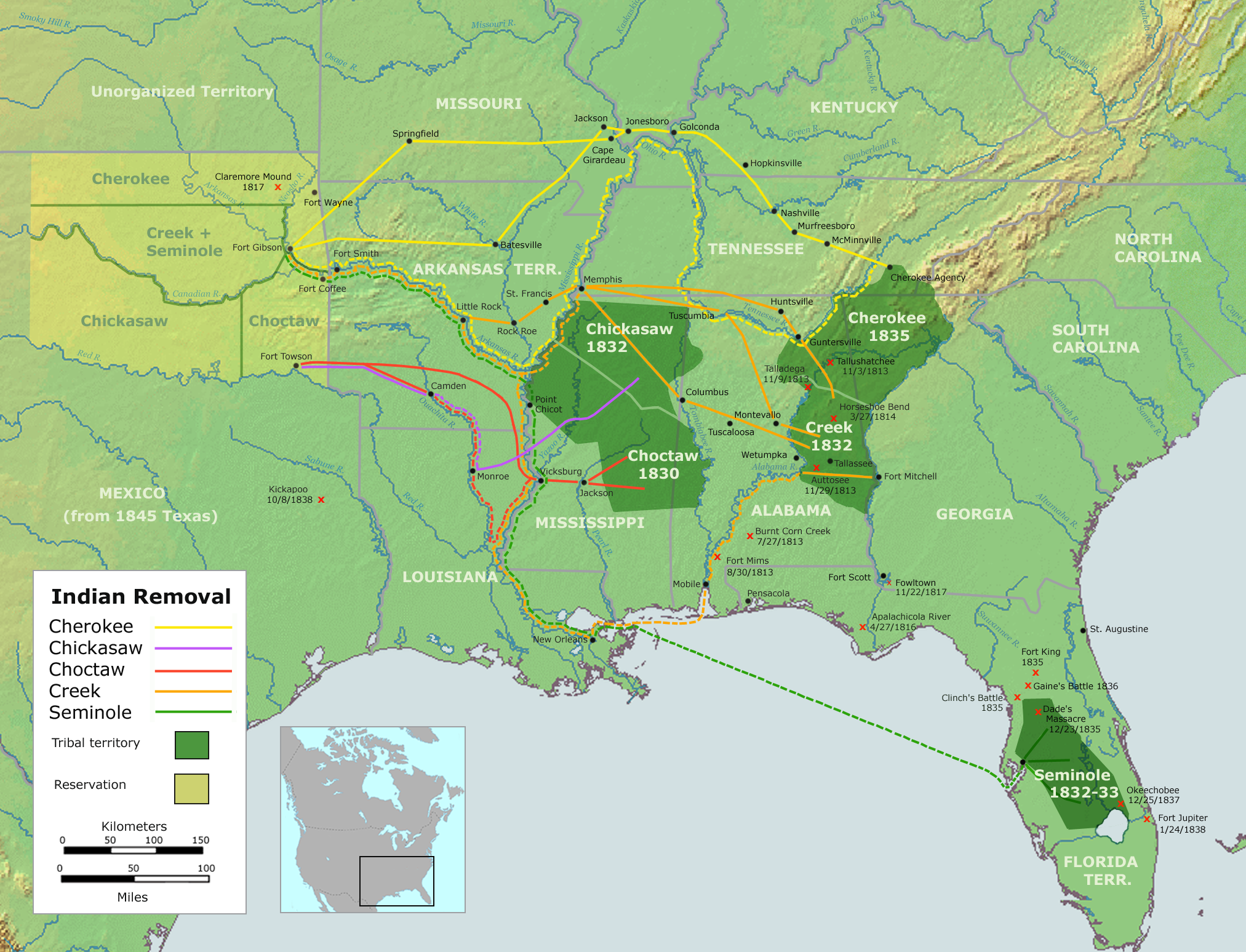
눈물의 길 경로

눈물의 길(Trail of Tears)은 1830년 미국에서 제정된 《인디언 이주법》에 의해 미국 내의 아메리카 원주민 부족들이 겪었던 일련의 강제 이주를 말한다. 체로키 족, 머스코지 족, 세미놀 족, 치카소 족, 촉토 족이 조상 대대로 살아오던 미국 남동부의 고향 지역을 떠나 인디언 준주로 지정된 미시시피강 서부 지역으로 이주해야 했다. 기존 지역에 남아 동화되는 길을 택한 일부 원주민들에게는 그들이 속한 주에서 미국 시민이 되는 것이 허락되었다. “눈물의 길”이라는 말은 1831년 촉토 족의 강제 이주에 대한 설명으로부터 유래되었다.

## 인명피해
1830년에서 1850년까지 치카소 족, 촉토 족, 머스코지 족, 크릭 족, 세미놀 족, 체로키 족(그들과 함께 살고 있었던 유럽 이민자들과 아프리카 흑인 자유민 및 노예 포함)은 그들이 전통적으로 살던 땅에서 서쪽 지역으로 강제 이주를 당했다. 원주민들은 이주 과정에서 추위와 질병, 배고픔으로 고통 받았으며 많은 숫자가 목적지에 도착하기 전에 사망하였다. 1838년 체로키 족 강제 이주(미시시피 강 동부 지역에서 이루어진 마지막 강제 이주)는 조지아 골드 러시의 시초가 되었던 1829년 조지아주 덜라너가 근방 금맥 발견으로 말미임아 초래한 결과였다. 체로키 족은 13개 집단으로 나뉘어 있었으며, 밴 뷰런 정부와 부족 이주를 협상했던 존 로스가 이들을 이끌고 있었다. 총 16,543명 이주민 가운데 약 2,000~6,000명이 이동 과정에서 목숨을 잃었다.

## 개요

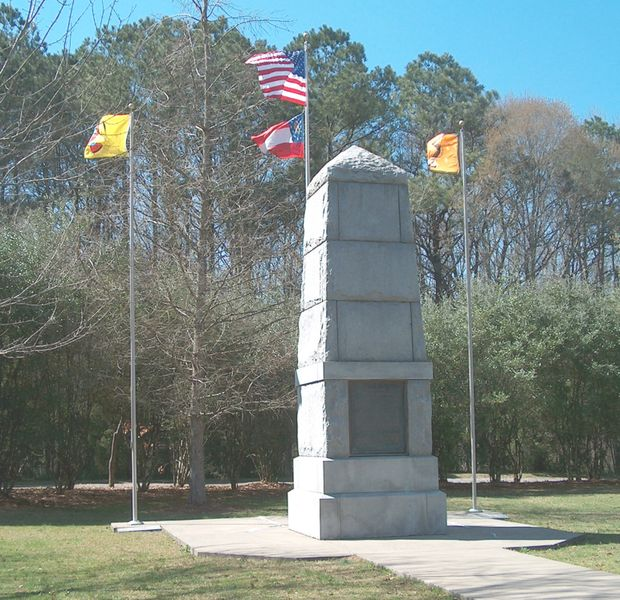
눈물의 길에 세워진 체로키 족 추모비

체로키 족 "눈물의 길"은 1830년 《인디언 이주법》 규정에 따라 서명한 《뉴에코타 협약》 집행으로 이루어졌다. 조약 내용은 동부 인디언 토지와 미시시피강 서쪽 토지를 교환하는 것이었다. 그러나 인디언이 선출한 지도자들도, 체로키 족 대다수 사람도 법안을 찬성하지 않았다. 그럼에도, 조약 후 미국 대통령 앤드루 잭슨은 강제로 집행했다. 서쪽으로 출발하기 전에 미국 군대가 체로키 원주민 17,000명을 숙영지에 집결하도록 했다. 사망자 대부분은 이 숙영지에서 질병으로 쓰러졌다. 첫 번째 집결 후 합중국군 역할은 줄어들었으며, 체로키 족이 이동 과정 대부분을 감독했다.
체로키 족 언어로, 이 사건은 nvnadaulatsvyi, "우리가 울었던 길"로 불리고 있다. 체로키 족은 미국 원주민 이주 정책 결과로 이주한 유일한 부족은 아니었다. "눈물의 길"이라는 단어처럼 이주시킨 다른 종족, 특히 "문명화된 다섯 부족"(Five Civilized Tribes)이 경험했을 때도 사용했다. 원래 이 단어는 처음에 문명화 다섯 부족 중 하나인 촉토 족을 강제로 이주하는 과정에서 생긴 용어다.

## 조지아 주와 체로키 족
19세기 초 급속한 미국 인구 증가로 많은 주 경계에 사는 미국 원주민과 긴장 관계가 고조되었다. 주 정부는 경계 내에 독립적인 원주민 거류지를 원하지 않았으며, 원주민 부족은 이주도 자신의 정체성 포기도 생각하지 않았다.
1802년 협정에서 조지아주는 연방 정부에 대한 서부 영토 영유권 주장을 포기했다. (이 영토는 이후 앨라배마주와 미시시피주가 되었다) 그 대가로 연방 정부는 조지아 주에 사는 원주민 부족을 이주시키는 조약 체결과 실행을 약속했다. 이를 통해 조지아주 경계 내 모든 토지를 관할하는 게 가능했다.

## 골드 러시
조지아주와 체로키족 사이 긴장 관계는 1829년 조지아주 다로네가 근처에서 금광 발견을 계기로 정점에 달했다. 이것은 미국 역사에서 처음으로 골드 러시를 낳았다. 기대를 안고 금 채굴 전문가가 체로키 족의 땅을 통과하는 것을 시작으로, 조지아주 정부에 1802년 맺은 협정을 이행하도록 압력을 가했다.
조지아 주가 1830년에 체로키 족의 땅에 주법을 적용하려는 움직임을 보이자, 인디언들은 이 문제를 최고재판소까지 상정시켰다. 1831년 체로키족 대 조지아주 사건에서 최고재판소는 체로키 족이 독립된 주권 국가가 아니라고 상고를 기각했다. 그러나 1832년 워스타 대 조지아주 사건에서는 인디언 문제가 주 정부의 문제가 아니라 연방 정부만 관리하는 것이므로, 조지아가 체로키 족의 영토를 법으로 강제할 수 없다고 판결했다.
잭슨은 인디언 이주 정책에 적극적으로 참여했다. 잭슨은 당시 무효화의 위기로 알려지게 된 주의 권위 문제에 휘말려 있었기 때문에, 조지아에서 체로키 족을 지키기 위해 국가 권력을 행사하려고 생각지는 않았다. 1830년 《인디언 이주법》에 따라 미국 의회는 대통령에게 동부 인디언의 토지와 미시시피 강 서쪽의 땅을 교환하고, 이주 조약의 교섭을 하는 권한을 주었다. 잭슨은 조지아 주와의 분쟁을 체로키 족이 이주 조약에 서명하도록 압력을 넣는데 이용했다.

## 뉴에코타 조약

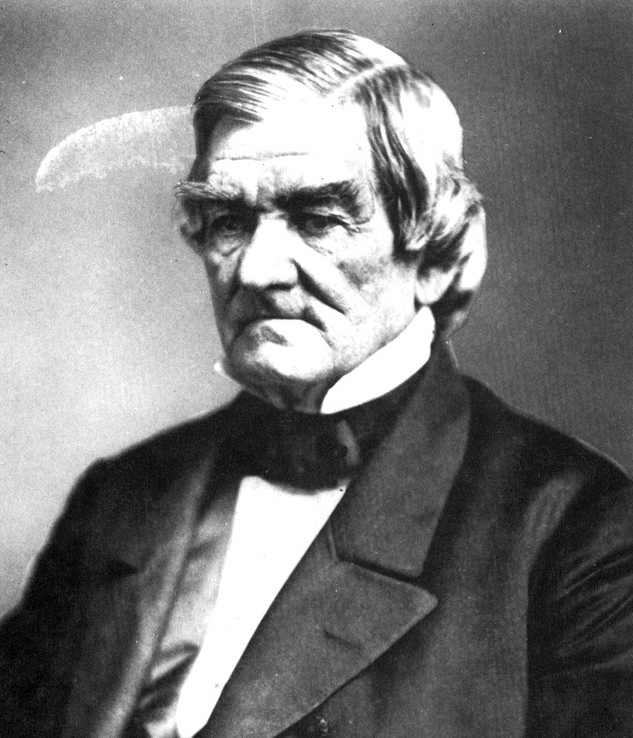
체로키의 대추장, 존 로스, 1800년대 말

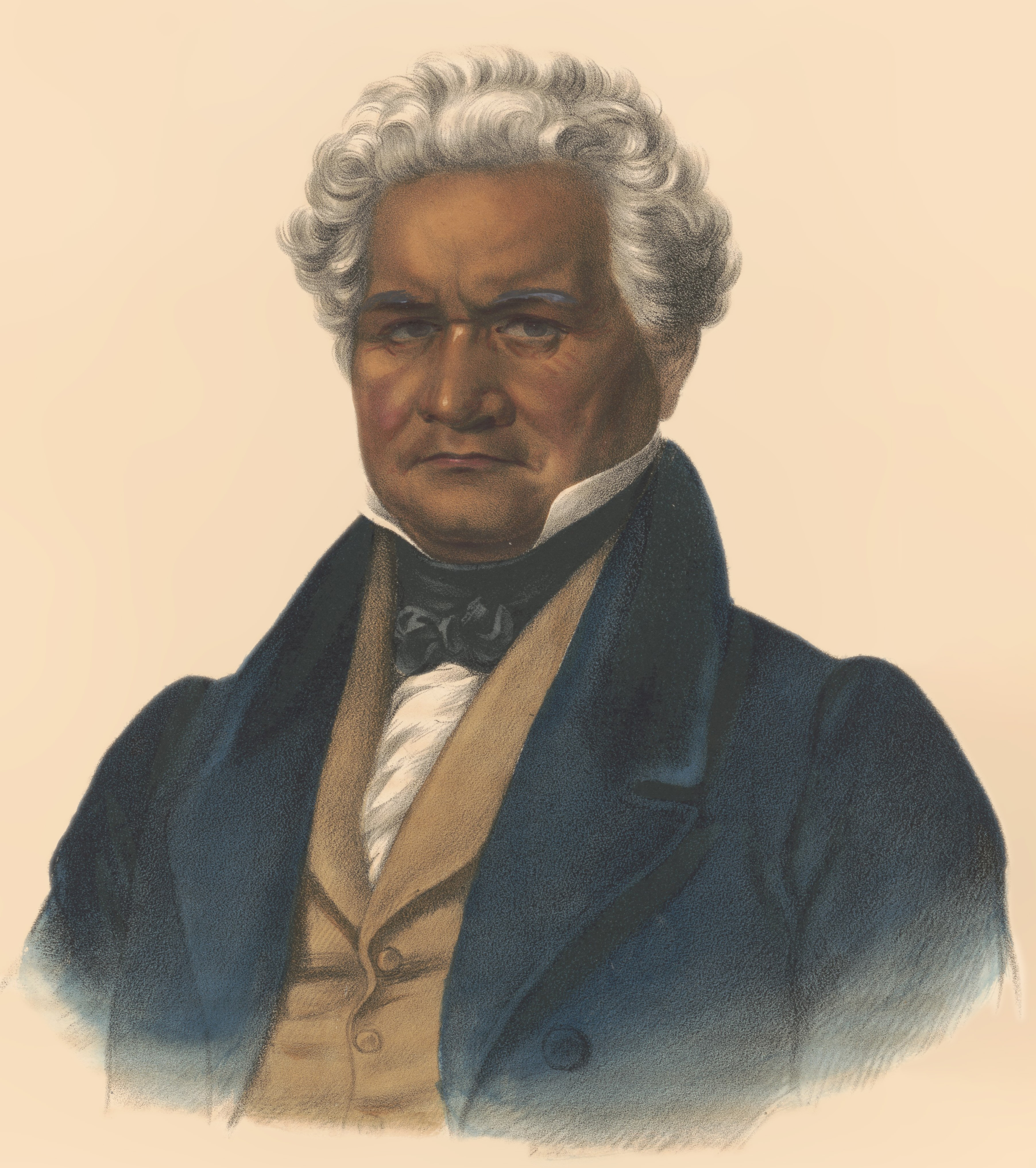
메이저 릿지

앤드루 잭슨이 1832년 대통령 선거에서 압도적으로 재선됨에 따라, 체로키 족에서 가장 집요하게 이주 반대를 주장하던 사람도 그 입장에 대해 재고하기 시작했다. 체로키 족의 메이저 릿지가 이끄는 그 아들 존 릿지와 조카인 일라이어스 부디놋, 그리고 스탠드 와티는 "릿지당" 혹은 "조약당"이라는 당파를 만들었다. 릿지당은 백인 불법 거주자 또는 주 정부와 폭력 투쟁으로 사태의 악화되기 전에 미국에게 유리한 조건을 이끌어 내는 것이 체로키 족에게 더 이익이 된다고 믿었다. 존 릿지는 1820년대 후반에 잭슨의 관료들과 비공식 대화를 시작했다. 한편, 체로키 족의 이주를 예측하고, 조지아주 체로키 땅을 시민에게 나누어 분배를 해주기 위해 추첨을 준비했다.
하지만 체로키 족이 선택한 존 로스 수장과 기타 다수의 인디언들은 이주를 단호하게 반대하였다. 그리하여 정치적인 힘겨루기가 시작되었다. 로스 수장은 1832년 부족 선거를 취소하고, 릿지당을 규탄하면서 그 당원 한 사람을 죽였다. 릿지당은 이에 대항하기 위해 체로키 족의 일부만을 대표하는 위원회를 구성했다. 이 사건으로 체로키 족을 두 개로 분열되었고, 서부 체로키 족은 메이저 릿지가 이끌었고, 동부 체로키족은 존 로스 수장을 체로키 족의 수장으로 인정하였다.
1835년 잭슨은 존 F. 셔머혼 목사를 조약 교섭의 대리인으로 임명했다. 미국 정부는 인디언의 이주를 대가로 450만 달러를 지불한다는 제안을 했다. 이 조건은 1835년 10월 체로키 위원회에 의해 거절되었다. 로스 수장은 자신이 관리하는 부족과 릿지당 사이의 간극을 메우기 위해, 존 릿지와 함께 새로운 협상을 위해 워싱턴 DC에 갔다가 셔머혼과 협상하도록 외면당했다.
그동안 셔머혼은 조지아 주의 뉴에코타에서 이주찬성파와 위원회를 구성했다. 수천 명의 체로키 부족 중 불과 500명이 소집에 참석하였고, 1835년 12월 30일, 메이저 릿지와 일라이어스 부디놋을 포함하여, 체로키 족의 이주를 찬성하는 21명이 《뉴에코타 조약》에 서명하거나 서명의 대용을 의미하는 "X" 표시를 남겼다. 존 릿지와 스탠드 와티는 조약문이 워싱턴 D.C.에 돌아왔을 때 서명했다. 로스 수장은 예상대로 서명을 거부했다. 서명한 사람은 1829년 존 릿지가 기초를 하여 제정한 체로키 족의 규칙을 위반하고 있었다. 그 규칙에 따르면, 체로키 족의 토지를 매도하는데 동의한 범법자는 사형이었다.
체로키 위원회는 아무도 서면으로 서명하지 않았다. 이 조약은 미시시피강 동쪽의 체로키 족 토지를 매도하는 것에 동의하는 조약이었다. 체로키 위원회와 로스 추장은 이 문서가 사기라는 강력하게 항의를 했지만, 1836년 5월 23일, 미국 의회는 단 한 번의 투표로 조약을 비준했다. 이 때 릿지당을 포함해 많은 체로키 족이 서부로 이동했고, 이미 이주해 있던 사람들에게 합류했다. 1836년 말까지 6,000여명의 체로키 인디언이 서부로 이동했다. 그러나 16,000명 이상의 사람이 남부에 남아 조약의 집행 기간은 2년 밖에 남아 있지 않았다.

## 강제 이주

### 촉토족

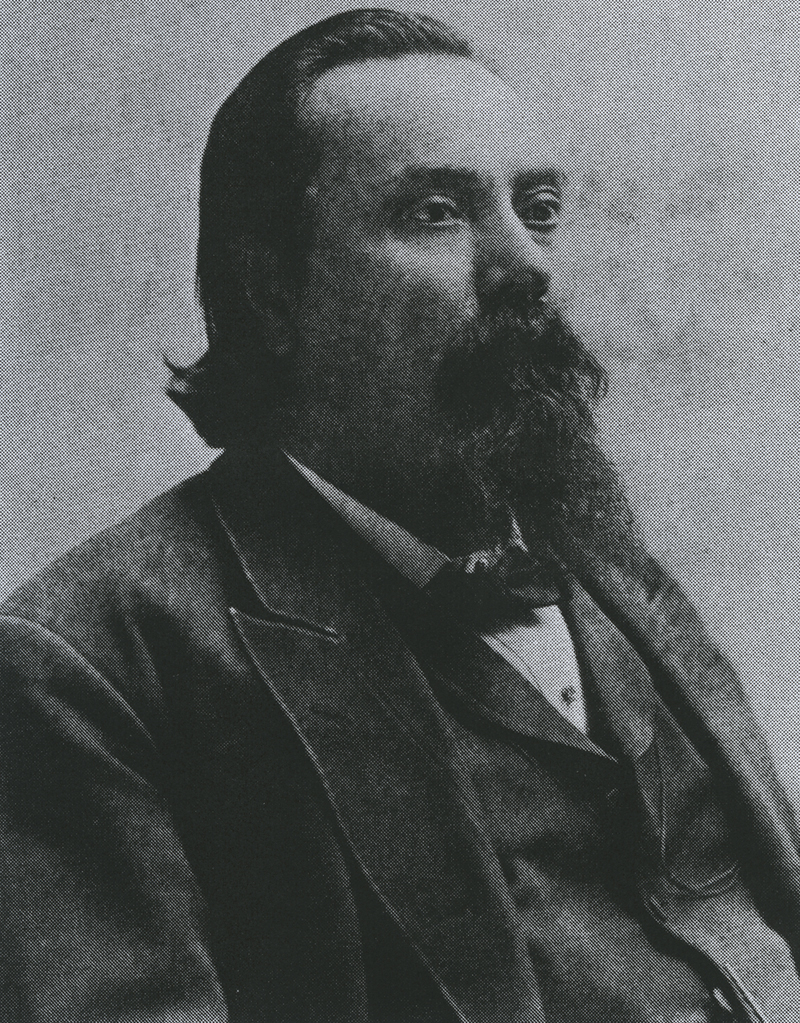
1832년 22세의 젊은 하킨스는 미국 국민들에게 작별인사를 썼다.

촉토족은 현재의 앨라배마주, 미시시피주, 그리고 루이지애나주에 있었다. 1801년에 시작된 일련의 조약으로 촉토 국가는 45,000 km2로 줄어들었다. 댄싱 래빗 조약으로 크릭은 미국에 나머지 지역을 할양했고, 1831년 초에 비준을 받았다. 그 이주는 댄싱 래빗 조약의 규정이 일부 촉토족을 잔류시키기로 허용한 이후에야 동의를 받았다. 조지 W. 하킨스는 이주가 시작되기 전에 미국의 시민들에게 다음과 같이 썼다.
| “ | 내 무능함을 느끼고, 여러분의 뛰어난 마인드가 촉토족의 말이 즐겁지 않을 것임을 믿기에 내가 미국 국민들에게 말하고자 하는 것에는 큰 차이가 있습니다. 그러나 올 가을 미시시피 서부로 이주하겠다고 결심했기 때문에, 나는 내 관점을 표현하는 몇 마디 말을 하고서 여러분께 작별을 하는 것을 생각해 봤고, 우리의 이주에 대한 문제에 대해 나를 움직이게 했던 그런 감정들은 .... 촉토 국민으로서 우리는 법의 영향을 떨어뜨리면서 사는 것보다 고통을 선택하고, 자유로워질 것을 선택하고자 합니다. 왜냐하면, 우리의 목소리가 그들에게는 들리지 않을 것이기 때문입니다. | ” |
|   | — 조지 W. 하킨스, 조지 W. 하킨스가 미국 국민들에게 |   |

육군 장관 루이스 카스는 조지 가인즈를 이주를 관리하도록 임명했다. 그는 촉토족을 1831년에 3단계로 이주시키기 시작하여, 1833년에 끝내기로 결정했다. 첫 단계는 1831년 11월 1일 멤피스와 빅스버그에서 집결해서 시작하기로 했다. 갑작스런 홍수와 진눈깨비 그리고 눈이 몰아치는 혹독한 겨울이 이주자들을 강타했다. 처음에는 촉토족들이 마차로 수송될 예정이었지만, 홍수가 그들을 막아섰다. 홍수가 잦아들자, 빅스버그와 멤피스의 주민들을 걱정하기 시작했다. 다섯 대의 증기선(월터 스콧, 브랜디와인, 레인디어, 탈마, 클레오파트라 호)이 촉토족을 강을 따라 목적지에 실어날랐다. 멤피스 단체는 아칸서스에서 약 97km를 거슬러 올라가 아칸서스 포스트에 닿았다.
그곳에서 거의 1주일이 영화의 기온에 머물렀고, 얼음으로 강이 방해를 받았기 때문에 여러 주동안 여행을 할 수 없었다. 음식 배급은 하루에 삶은 옥수수 한줌에, 순무 한 뿌리 그리고 끓인 물이 전부였다. 40대의 정부 마차가 리틀 락으로 그들을 실어나르기 위해 아칸서스 포스트로 파견되었다. 리틀 락에 도착했을 때, 촉토 족 수장(토마스 하킨스 또는 니티케치로 추정)은 “이주는 눈물과 죽음의 길”이었다고 아칸서스 신문을 인용하여 말했다. 빅스버그 단체는 무능한 가이드의 안내를 받았으며, 프라비던스 습지에서 길을 잃었다.

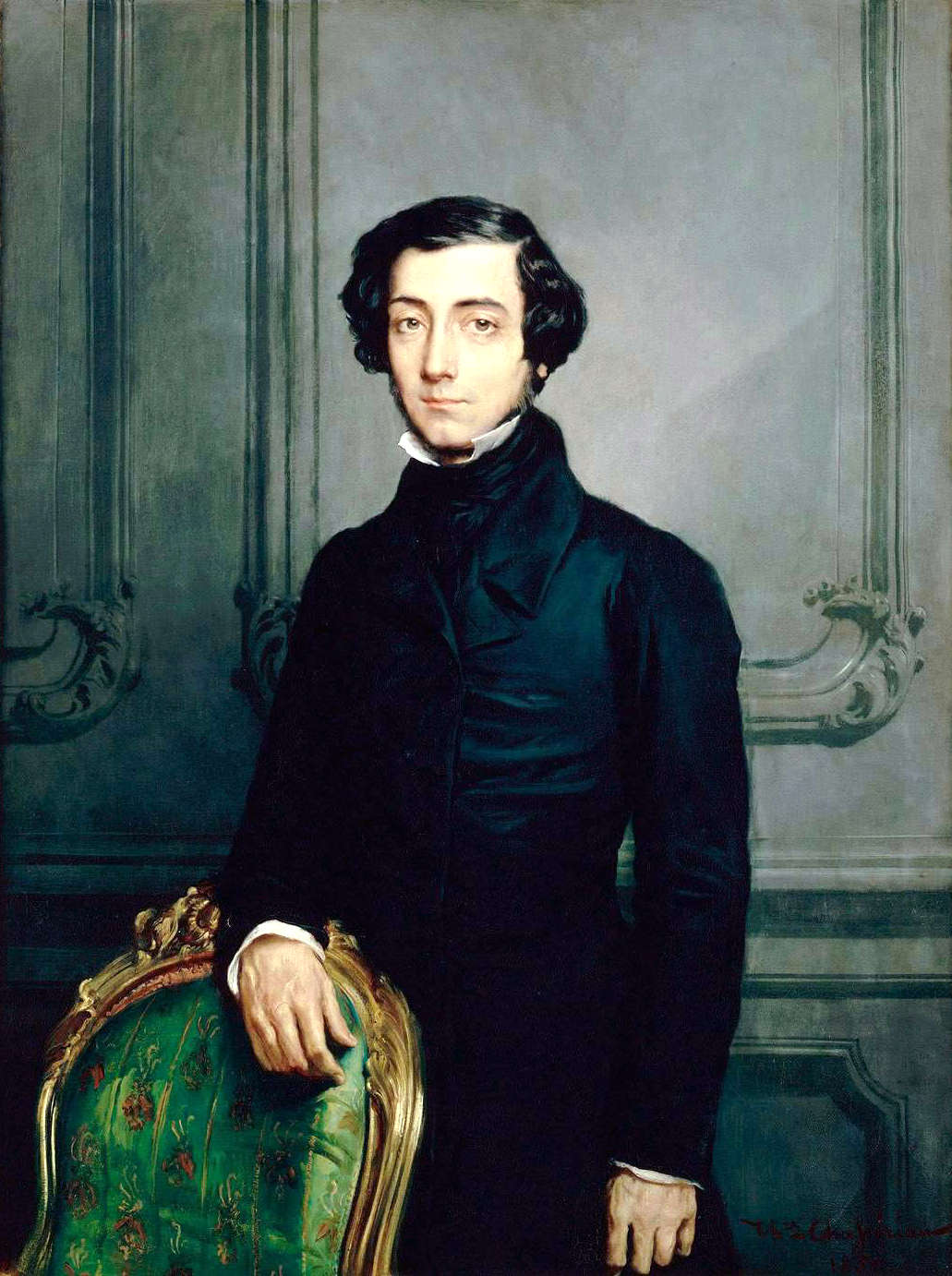
알렉시 드 토크빌, 프랑스의 정치 철학자, 역사학자

1831년 멤피스와 테니시에서 촉토족의 이주를 지켜본 프랑스의 철학자인 알렉시 드 토크빌은 다음과 같이 말했다.
| “ | 대체적인 광경 속에서 황폐와 파괴의 분위기 그리고 최후의 그리고 돌이킬 수 없는 안녕을 배신하는 무언가가 있었다. 슬픔없이는 볼 수 없는 그런 광경이었다. 인디언들은 고요했지만, 칙칙하고, 말이 없었다. 영어를 할 수 있는 한 사람이 있어서, “왜 당신네들은 당신의 나라를 떠납니까?”라고 물었더니, “자유롭고 싶어서요!”라고 답했다. 그에게 더 이상 알아볼 수 있는 것은 없었다. 우리는... 추방을 지켜보았다... 가장 축복받고, 오래된 미국 원주민이었다. | ” |
|   | — 알렉시 드 토크빌, 미국의 민주주의 |   |

거의 17,000명의 촉토족 사람들이 인디언 준주로 불릴 곳으로 이주를 했고, 이후 오클라호마로 갔다. 약 2,500~6,000에 이르는 사람들이 눈물의 길에서 사망을 했다. 5,000 ~ 6,000에 이르는 촉토들이 1831년 초기 이주 노력 이후에 미시시피에 잔류를 하였다. 새롭게 조성된 미시시피에 잔류를 택한 촉토민들은 분쟁과, 희롱, 협박에 시달릴 수밖에 없었다. 촉토민들은 다음과 같이 말했다.
| “ | 주거지는 파괴되고, 붙랐으며, 방벽은 파괴되고, 가축은 내몰렸고, 우리 자신들은 괴롭힘을 당하고, 속박되었으며, 족쇄를 차거나 개인적으로 학대를 당하였다. 그런 대우로 친한 친구들 중 일부가 죽을 때까지 계속되었다. | ” |

미시시피의 촉토민들은 이후 미시시피 촉토 밴드가 되었고, 이주를 한 촉토민들은 오클라호마 촉토 국가가 되었다.

### 세미놀의 저항
미국은 아담스 - 오니스 조약을 통해 스페인에게서 플로리다를 획득하고, 1821년 소유를 하게 되었다. 1832년에 세미놀은 오클라하 강에 페인스 랜딩에서 회의를 소집했다.

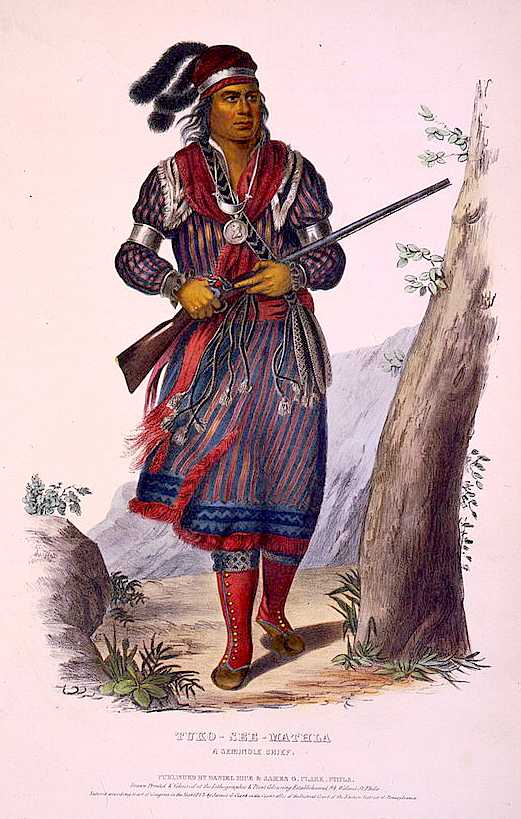
세미놀 전사, 투코 씨 매슬라, 1834

협상된 조약 내용은 세미놀에게 적당한 서부의 토지가 발견되면, 서부의 이주를 요구하는 것이었다. 그들은 크릭 인디언 보호구역에 정착을 하여, 크릭 부족의 일원이 되는 것이었다. 세미놀은 그들을 버려진 사람들이라고 여기고 있었다. 일부의 세미놀은 크리크 부족 출신도 있었지만, 다른 부족 출신도 있었다. 이러한 크릭 부족 출신의 세미놀 부족민들 중에는 크릭 인디언 부족을 배반한 대가로 죽임을 당할 것이 뻔한 서부로의 이주를 원하지 않는 사람들도 있었다. 새로운 보호구역을 조사하기 위한 7명의 수장은 1832년이 되어서야 플로리다에서 출발하였다. 그 지역을 몇 달간 조사한 후에 그리고 그곳에서 이미 정착해 살고 있는 크릭 족들과 협의를 한 후에 일곱 수장들은 1833년 3월 28일 새로운 토지를 받아들이겠다는 성명서에 서명을 하게 된다. 그러나 플로리다로 돌아온 이후에 대부분의 수장들은 그 성명서에 서명을 하지 않았다고 부인하거나, 또는 강제로 서명을 했다고 주장을 했다. 게다가 그들은 모든 부족민들과 무리들을 대변하여 보호구역에 거주를 결정할 수 있는 권한을 가지고 있지 않았다. 애팔래치아 강 지역의 마을들은 쉽게 설득되어 1834년 이주를 했다. 1835년 12월 28일 한 무리의 세미놀과 흑인들이 탬파에 있는 브룩 요새에서 오칼라에 있는 킹 요새로 행군하던 육군 보병들에게 매복 공격을 퍼부었다. 110명의 부대원 중 3명만 살아남았고, 이 사건은 데이드 학살이라고 알려졌다.
세미놀이 이주 정책에 저항할 것이라는 우려가 현실화되자, 플로리다는 전쟁을 준비하기 시작했다. 세인트 오거스틴 민병대는 국방부에 500정의 머스켓 소총을 대여해 달라고 요청했다. 500명의 자원대는 브리그 리처드 K. 콜 장군의 지휘 하에 이동을 시작하였다.

### 체로키 부족

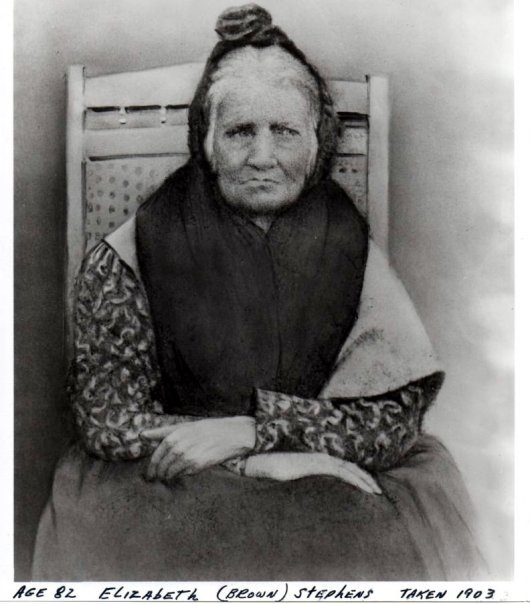
엘리자베스 브라운 스테픈즈, 눈물의 길을 걸었던 인디언 여인(1903)

뉴에코타 조약에 대한 대대적인 항의가 이어졌다. 1838년 봄, 로스 추장은 15,000명 이상의 체로키 족의 서명을 모아, 미국 의회에 조약을 해제하라는 청원서를 제출했다. 많은 미국 백인도 조약의 애매모호한 합법성에 분노하며 의회에 체로키 족의 강제이주를 집행하지 말 것을 촉구했다. 예를 들면, 1838년 4월 23일, 랄프 왈도 에머슨은 잭슨의 후계자인 마틴 밴 뷰런에게 편지를 써서 "체로키 족에 대한 엄청난 침범 행위"를 행사하지 말 것을 호소했다.
그럼에도 불구하고, 자발적인 이주 기한인 1838년 5월 23일에 가까워지면서 밴 뷰런 대통령은 윈필드 스콧 장군에게 강제 이주 작전을 지휘하게 했다. 스콧은 약 7,000명의 병사를 이끌고 5월 17일 뉴에코타에 도착했다. 부대는 5월 26일에 체로키 인디언을 조지아 주에 집결시켰고, 10일 후, 전략은 테네시, 노스캐롤라이나주와 앨라배마주에도 확대되었다.
약 17,000명의 체로키 인디언과 부유한 체로키 족이 소유하고 있던 약 2,000명의 흑인 노예들은 살던 집에서 끌려나와 총구에 위협을 당하며, 3주간에 걸쳐 이동을 하며, 캠프에 집결하였다. 대부분은 짐도 제대로 챙겨오지 못했다. 이어 출발지점으로 지정된 테네시 강을 따라 로스즈 랜딩(테네시주 채터누가)과 건터즈 랜딩(앨라배마주 건터즈빌) 및 하이와시 강(테네시주 찰스톤)을 따라 체로키족 국가 주변의 목적지, 테네시 주찰스턴으로 이동하였다. 그 지점에서 인디언 거류지까지 대부분이 걸어서 이동을 했고, 때로는 말과 마차, 보트를 갈아타고 약 1,900km의 거리를 세 갈래 길로 나눠서 진행했다.
첫 숙영지에서 이질 등의 전염병으로 많은 사람이 죽었다. 세 갈래 길로 출발한 후 한 체로키 부족 무리가 스콧 장군에게 날이 시원해져 이동이 쉬워질 때까지 기다려 줄 것을 탄원했다. 이것이 인정되어, 이 때 패배를 인정하고 있었던 로스 추장이 나머지 행정도 체로키 위원회의 감독으로 진행할 수 있도록 진언했다. 이렇게 할 때는 비용이 늘어나서 미국 정부에서는 반대의 목소리가 높았지만, 스콧 장군은 나머지 11,000명의 체로키 족을 로스 추장에게 맡기고 이동시키도록 약속했다. 체로키 족의 관리에 의한 이동은 8월 28일 시작되었고, 평균 1,000명씩 13개의 무리로 진행되었다. 이 배려는 모든 사람에게 최선의 방법이었지만, 질병으로 인해 많은 목숨이 죽었다.
눈물의 길에서 사망한 사람의 숫자에 대해서는 여러 가지 추측이 있다. 미국인 의사이자 선교사였던 엘리자 버틀러는 한 무리와 같이 갔던 사람이었는데 집결지에서 2,000명, 도중에 2,000명이 죽었다고 추정했다. 그래서 총 4,000명이라는 숫자가 자주 인용되게 되었다. 1973년 학자들의 인구통계 조사에서는 총 2,000명이 죽었다고 주장했다. 또 1984년 다른 조사에서는 총 8,000명이 죽었다고 주장했다.
여행 도중에 사람들은 《어메이징 그레이스》를 노래하면서 사기를 높였다고 전해진다. 이 전통적인 기독교 찬송가는 훨씬 이전에 선교사 사무엘 우스터와 체로키 족 일라이어스 부디놋트의 도움으로 이미 체로키어로 번역되었었다. 이후 이 노래는 체로키 인디언에게 일종의 국가가 되었다.

## 이후

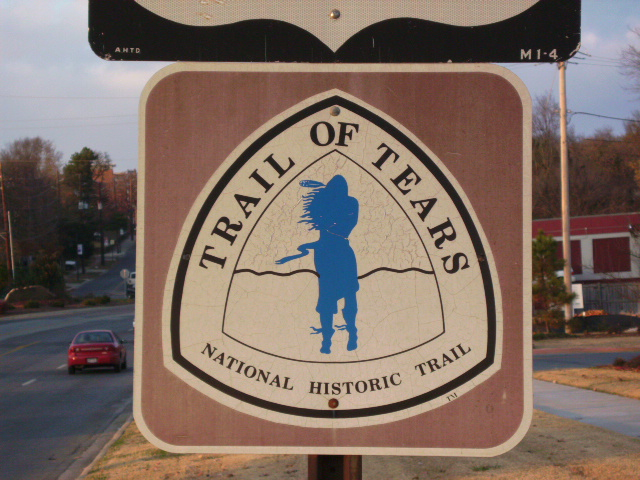
눈물의 길 표지판, 71번 고속도로, 파예트빌, 아칸소

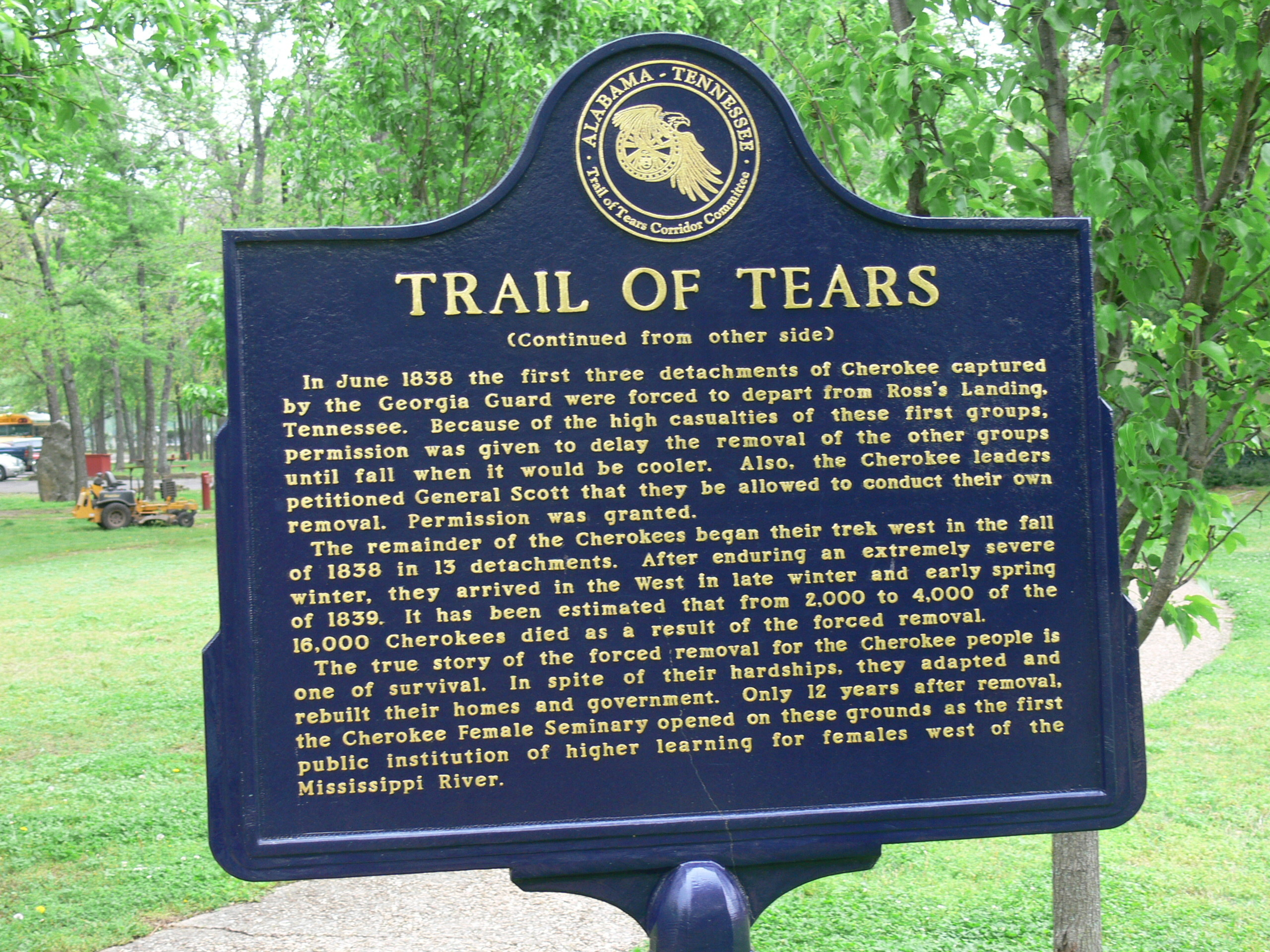
체로키 헤리티지 센터 (탈레키아)

이주시킨 체로키 족은 원래 오클라호마 타레카 근처에 정착했다. 뉴에코타 조약과 눈물의 길에 의한 정치적 혼란 속에, 조약 체결의 당사자였던 메이저 릿지, 존 릿지 및 일라이어스 부디놋은 암살되었다. 릿지당의 지도자 중 유일하게 스탠드 와티만 암살을 모면했다.
체로키 족의 인구는 결국 원래대로 회복하였고, 오늘날 미국에서 가장 큰 미국 인디언 집단이 되었다. 이 이주에도 예외는 있었다. 약 1,000명의 체로키 부족이 미국 군인의 눈을 피해 조지아 주와 다른 주에 옮겨 살았다. 종족 공동으로 소유하고 있던 토지 이외에 개인적으로 토지를 소유하고 있던 체로키 족은 이주 대상이 되지 않았다. 노스캐롤라이나주 윌리엄 홀랜드 토마스는 백인(어릴 때 체로키 족의 양자가 되었다)이 소유하는 그레이트 스모키 마운틴에 있는 토지에 살고 있던 약 400명의 체로키 족은 이주 대상이 되지 않았다. 이 노스캐롤라이나의 체로키 부족은 동부 체로키 부족의 한 계파가 되었다.
눈물의 길은 미국 역사상 가장 끔찍한 이야기 중 하나로 일반적으로 생각된다. 이 사건을 기념하기 위해 미국 의회는 1987년에 "눈물의 길 국립 역사의 길"을 지정했다. 이 도로는 9개의 주에 걸쳐 있으며, 길이는 3,540km이다.
2004년, 캔자스주 상원 의원인 공화당의 샘 브라운 백이, 과거의 "인디언 부족에 대한 미국 정부의 잘못된 정책"에 대해 "미국을 위해 원주민에게 사죄한다"라는 공동 결의안을 제안했다. (상원 협력 결의안 37). 그러나 상원은 아직 이에 대한 조치를 취하지 않았다. 2009년말 연방 상하원은 이를 통과시켰고, 버락 오바마 대통령은 2009년 12월에 이 결의안에 서명했다.
2010년 5월 20일 미국 정부는 과거 아메리칸 원주민인 인디언에 대한 폭력행위와 잘못된 정책들에 대해 공식 사과했다. 샘 브라운백 캔자스 공화당 상원의원은 이날 워싱턴 DC의 의회묘지에서 인디언 부족 대표들이 참석한 가운데 열린 한 행사에 참석, 과거 인디언들에 대한 미국 정부의 잘못된 정책 및 폭력행위 등에 대해 사과하는 내용의 결의안을 낭독했다. 이 행사에는 체로키족, 촉토족, 무스코기 족, 포니 족, 시스턴 와페톤 오야테족 다섯 부족 대표들이 참석했다.

## 다큐멘터리
- 눈물의 길: 체로키 유산 (2006) - directed by Chip Richie; narrated by James Earl Jones

## 같이 보기
- 인디언 이주법
- 미국의 역사

## 참고 문헌
- Anderson, William L., ed. Cherokee Removal: Before and After. Athens, Georgia: University of Georgia Press, 1991.
- Carter, Samuel. Cherokee Sunset: A Nation Betrayed. New York: Doubleday, 1976. ISBN 0-385-06735-6.
- Ehle, John. Trail of Tears: The Rise and Fall of the Cherokee Nation. New York: Doubleday, 1988. ISBN 0-385-23953-X.
- Foreman, Grant. Indian Removal: The Emigration of the Five Civilized Tribes of Indians. Norman, Oklahoma: University of Oklahoma Press, 1932, 11th printing 1989. ISBN 0-8061-1172-0.
- Prucha, Francis Paul. The Great Father: The United States Government and the American Indians. Volume I. Lincoln, Nebraska: University of Nebraska Press, 1984. ISBN 0-8032-3668-9.
- Remini, Robert V. Andrew Jackson and his Indian Wars. New York: Viking, 2001. ISBN 0-670-91025-2.
- Wallace, Anthony F.C. The Long, Bitter Trail: Andrew Jackson and the Indians. New York: Hill and Wang, 1993. ISBN 0-8090-1552-8(paperback); ISBN 0-8090-6631-9(hardback).